# Dapsone
Dapsone, còn được gọi là diaminodiphenyl sulfone (DDS), là một thuốc kháng sinh thường được dùng phối hợp với rifampicin và clofazimine để điều trị phong cùi. Nó là dược phẩm hàng thứ hai trong điều trị và phòng ngừa viêm phổi do Pneumocystis và trong phòng ngừa Bệnh nhiễm toxophasma ở người có chức năng miễn dịch kém. Ngoài ra thuốc còn được dùng để trị mụn cũng như các bệnh lý về da khác. Dapsone được bào chể ở hai dạng đắp trên da niêm và dạng uống.
Các tác dụng phụ nghiêm trọng có bao gồm: giảm số lượng tế bào máu, vỡ hồng huyết cầu đặc biệt là ở bệnh nhân có chứng thiếu hụt men thủy phân glucose-6-phosphate (G-6-PD), hay nhạy cảm với thuốc. Các tác dụng phụ thông thường bao gồm buồn nôn và chán ăn. Các tác dụng phụ khác thì có viêm gan và một vài dạng phát ban. Dù chưa chắc chắn về độ an toàn khi sử dụng thuốc trong thai kỳ nhưng một vài bác sĩ vẫn khuyến khích tiếp tục sử dụng thuốc trong các ca bệnh phong. Thuốc là hợp chất thuộc lớp sulfone.
Dapsone được nghiên cứu như là một kháng sinh lần đầu tiên vào năm 1937. Thuốc được dùng trị bệnh phong bắt đầu từ năm 1945. Dapsone nằm trong Danh sách các thuốc thiết yếu của Tổ chức Y tế Thế giới, bao gồm các dược phẩm quan trọng nhất cần phải có ở một hệ thống y tế căn bản. Dạng bào chế sử dụng đường miệng có mặt trên thị trường như là một thuốc gốc và có giá thành không đắt lắm.